# Dracontium
 (novembre 2009).
Si vous disposez d'ouvrages ou d'articles de référence ou si vous connaissez des sites web de qualité traitant du thème abordé ici, merci de compléter l'article en donnant les références utiles à sa vérifiabilité et en les liant à la section « Notes et références ».
 (décembre 2016).
Améliorez-le ou discutez des points à vérifier. 
Genre
Classification phylogénétique
Le dracontium, du grec drakōn qui signifie dragon/serpent, aussi appelé "bois de couleuvre", est une plante herbacée vivace originaire d'Amérique tropicale. 
On peut trouver deux variétés de cette espèces :
- Dracontium spruceanum var. asperispathum
- Dracontium spruceanum var. grandispathum

## [3]Anatomie de la plante
Dracontium est une plante à cormes, aux feuilles solitaires ou géminées, longuement pétiolées, ternée, composée de segments divisés en 2-3 folioles. Elle se composent de 8 tépales libres et biseriés, de 4-8 étamines libres, aux anthères à déhiscence apicale, et d'un ovaire supère, avec 2-6 capelles uniovulés, avec des ovules anatropes à subcampylotropes et axiles.
Le Dracontium est une plante semblable à l'Amorphophallus. Elle se distingue par sa base de son inflorescence plus petite et unisexuée. Le tubercule est semblable à celui de l'Amorphophallus mais plus arrondi. Les fleurs, actinomorphes et bisexuées, sont groupées en spadices cylindriques et solitaires, parfois subsessiles et souterrains, axillés par une spathe funneliforme ou cylindrique, à la base convolutée. 
Lors de la floraison, une odeur désagréable émane de la plante dans le but d'attirer des insectes et ainsi propager les grains de pollen. Les fruits sont obpyramidaux. 

## Localisation
On peut retrouver cette espèce dans le sud de l'Amérique (en Colombie, au Pérou, dans l'Équateur, au Suriname et au Venezuela) ainsi que dans l'Amérique centrale (au Costa Rica et au Panama). Elle est aussi très présente dans la forêt amazonienne.

## Propriétés médicinales
Le tubercule du Dracontium peut être utilisé pour ses propriétés médicinales. En effet, si on le pile et qu'on le mélange dans du rhum, ce cataplasme soignerait les piqûres de raies. De plus, si l'on y ajoute ses feuilles, cette mixture va pouvoir être employée contre les morsures de serpents. Il existe, chez les Palikurs, des cataplasmes bien plus complexes pouvant nuire aux vers macaques.